# 師爺
師爺，即幕客、幕賓、幕友，指中國古代各級官員所聘請的私人行政助理。幕客在更古之時即参谋记室。由於科舉主以四書五經與八股文取士，中舉為官者容易缺乏行政實務上所需的財務會計與法律知識，往往需要聘請精於此道的人才協助處理政務，私人幕僚之需求隨應運而生。師爺之文化始於明朝，興盛於清朝，清末新政后逐漸沒落。
師爺並非官定的正式職務，因此並無制式的教育體系，其職業之傳承常藉由父子、家族方式教授傳承，世代傳承下一些特定地區也因此成為幕客僚臣的主要產地，如紹興籍人士就因熟悉刑名律法而廣為明清官員聘用，紹興師爺也幾乎成為師爺的同義詞。
香港現代在律師事務所中為客戶提供法律意見，但沒有律師牌照服務人員，也俗稱為師爺，正名為法律行政員(Legal Executive)。法庭中為客戶提供法律意見的公務員或書記官，也俗稱為刑名師爺。

## 簡介
秦朝张耳為客，李斯曾做吕不韦的舍人都算是幕友的原始称呼。幕宾语出南朝宋刘义庆《世说新语·雅量》：“郗生可谓入幕宾也”。韩振称：“掌守令司道督抚之事，以代十七省出治者，幕友也。”
幕友的職責主要有刑名(掌管律法，協助斷案)、钱谷(掌管稅務)、帐房(掌管財務，執掌易與錢穀重疊)、书启、教讀、徵比、阅卷、硃墨、挂号(上述多為秘書性質)等种类，其中又以前兩者最重要，合稱<刑錢>收入亦最厚，汪辉祖说：“幕客佐吏全在明习《律例》”，“幕客之用律，犹秀才之用四子书也”。据瞿同祖说1790年“州县的‘刑名’幕友年收为二百六十两，‘钱谷’幕友为二百二十两。”
清代从總督巡抚到知府县令，皆聘有幕宾，清代的幕友多来自绍兴府八县，所以又称绍兴师爷，形成了一个庞大的地域性“师爷帮”。绍兴籍师爷龚萼在《雪鸿轩尺牍》中说：“吾乡之业于斯者不啻万家。”宋朝以後更形成“吏强官弱，浸以成风”。孝宗時宰相吕颐浩说：“缘官不知法，致吏得以欺。”陈天锡说，师爷对于主官，犹如“饥渴之于食饮，寒暑之于裘葛，而不可离矣”。纪昀《阅微草堂笔记》中认为这些人“无官之责，有官之权”。
雍正時，邬思道是田文鏡的幕賓。赵翼、包世臣、李善兰、汪世铎、华衡芳、林则徐、左宗棠等人都曾做过幕賓。《浮生六记》的作者沈复即出生於師爺世家，其父在師爺職涯中貧病死去，沈复承父業，拜師學做師爺。游幕一生，因正直不貪，終身貧困，“春寒徹骨，沽酒禦寒，囊為之罄。”愛妻芸娘去世，竟無錢裝殮。曾国藩的幕府人员多达八九十人，李鸿章是其中的一员。幕賓在清代地方政府中扮演着重要的角色，“官之考成倚之，民之身家属之”。
由於中國科舉的局限性，官員大多僅通曉文學、經學，並不夠瞭解法律與實際繁雜不堪的地方政治與庶務。所以大多數的地方官員都需要幕友來輔佐。陈天锡说，师爷对于主官，犹如“饥渴之于食饮，寒暑之于裘葛，而不可离矣”。清代劣幕堪称最多，形成难以控制的社会势力。乾隆年間按察使沈作朋甚至與幕友徐掌丝暗通声气，作奸犯科。汪辉祖谈到乾隆末年，“以守正为迂阔矣，江河日下，砥柱为难，甚至苞苴关说，狼狈党援，端方之操，十无二三”。嘉庆、道光时期，出现了幕友劣幕化的趨勢。咸丰年间，旗员出身的陕甘总督乐斌不曉公事，委托给幕友彭沛霖，結果彭沛霖因此四處招摇撞骗。清代有“官一幕二衙门三”的说法，民间稱劣幕“一代做官，三代打砖”。幕友仍能参加科举考试，如汪辉祖幾十年後终于考中进士。绍兴人范家相(乾隆十九年（1754年）甲戌科二甲12名)早年做幕友，後來考中进士。
幕賓雖居幕府，唯非官非吏，无品无位，沒有公家薪水，但有私人饋贈束脩，高達兩百兩以上，州县官所入廉俸，年不過數十兩，實不敷延请幕友。故有“炭敬”、“冰敬”之类的灰色收入，周询《蜀海丛谈》记载，清末四川省总督、藩臬兩司及盐道茶道衙门的幕友，各府厅州县官员，“三节”皆例镇节敬。“大席”每席每郡邑多者二十两，督署且略厚；各“小席”，多者十两，少亦四两。《清稗類鈔》记载：在湖南省作幕的“绍兴师爷”任麟，其弟子“月必以所得馆谷分润于师”，是为“幕例”。汪辉祖是清代名幕，其薪金之丰厚，可列当时全国幕友薪金之前茅。汪辉祖表示：“吾辈从事于幕者，类皆章句之儒，为童子师，岁修不过数十金；幕修所人或数倍焉，或十数倍矣。”又说：“处幕馆者，章身不能无具，随从不能无人，加以庆吊往还，亲朋假乞，无一可省，岁修百金，到家亦不坦六、七十金。人口之家、仅是敷衍，万一久无就绪。势且借贷无门。”。章学诚在《与执政论时务书》中说：“州县有千金之通融，则胥吏得乘而牟万金之利；督抚有万金之通融，州县得乘而牟十万之利。”曾国藩讲过，“俸入悉以养士”。
幕賓常與胥吏混稱，但幕賓地位實則遠高於胥吏。

## 相關
- 紹興師爺